# جان جی. کرامر
 جان جی. کرامر (انگلیسی: John G. Cramer؛ زاده ۲۴ اکتبر ۱۹۳۴) یک فیزیک‌دان در زمینه فیزیک هسته‌ای اهل ایالات متحده آمریکا است.